# 西奇
西奇（Sygyt）是图瓦人喉音唱法（呼麦）的一种技法，它利用一個中音域的基音來發出高頻且具穿透性的泛音哨音。此技巧和一般呼麦的不同處在於基音完全被衰減，只發出高頻的泛音。